# 貞淑王后
貞淑王后（韓語：정숙왕후，?—?）崔氏，是朝鮮王朝開國君主太祖李成桂的曾祖母，本貫登州 (今朝鲜江原道安边)。朝鮮王朝建立後，李成桂追封曾祖母為貞妃（정비），到玄孫朝鮮太宗時加上尊號貞淑，谥号全稱貞淑王后，葬淑陵（숙릉）。

## 家族
- 父：戶長崔基烈
- 夫：朝鮮翼祖李行里
  - 子：咸寧大君李安、咸昌大君李長、咸原大君李松、朝鮮度祖李椿、咸川大君李源、咸陵大君李古泰、咸陽大君李腆、咸城大君李應巨